# Damjan Pavlovic
Damjan Pavlovic (in serbo Дамјан Павловић?, Damjan Pavlović; Eupen, 9 luglio 2001) è un calciatore serbo con cittadinanza belga, centrocampista del Kauno Žalgiris.

## Carriera

### Club
Nato in Belgio da genitori di origini serbe, è cresciuto nel settore giovanile dello Standard Liegi. Ha esordito in prima squadra il 20 settembre 2020 disputando l'incontro di Pro League vinto 2-1 contro il Kortrijk.

### Nazionale
Dopo aver rappresentato il Belgio con le nazionali giovanili Under-15 ed Under-16, ha giocato nella nazionale serba Under-21.

## Statistiche

### Presenze e reti nei club
Statistiche aggiornate al 16 aprile 2022.
| Stagione        | Squadra         | Campionato      | Campionato | Campionato | Coppe nazionali | Coppe nazionali | Coppe nazionali | Coppe continentali | Coppe continentali | Coppe continentali | Altre coppe | Altre coppe | Altre coppe | Totale | Totale | Totale |
| Stagione        | Squadra         | Comp            | Pres       | Reti       | Comp            | Pres            | Reti            | Comp               | Pres               | Reti               | Comp        | Pres        | Reti        | Pres   | Reti   |        |
| --------------- | --------------- | --------------- | ---------- | ---------- | --------------- | --------------- | --------------- | ------------------ | ------------------ | ------------------ | ----------- | ----------- | ----------- | ------ | ------ | ------ |
| 2020-2021       | Standard Liegi  | D1              | 7+2        | 0          | CB              | 4               | 0               | UEL                | 0                  | 0                  |             | -           | -           | 13     | 0      |        |
| 2021-2022       | Standard Liegi  | D1              | 19         | 0          | CB              | 2               | 0               |                    | -                  | -                  |             | -           | -           | 21     | 0      |        |
| Totale carriera | Totale carriera | Totale carriera | 28         | 0          |                 | 6               | 0               |                    | 0                  | 0                  |             | -           | -           | 34     | 0      |        |